# Republiken Tămrăsj
Republiken Tămrăsj (bulgariska: Тъмръшка република Tămrăsjka republika), ofta Pomakiska republiken (bulgariska: Помашка република Pomasjka republika) var ett antal självstyrande pomakiska byar i Rodopibergen mellan 1878 och 1886.

## Historia
I slutet av 1300-talet erövrade Osmanska riket Rodopibergen. En stor del av befolkningen konverterade till islam och blev känd som pomaker. I kommunen Ruptjos, som omfattade två dussin byar, regerade en feodal som var pomak och som hette Hasan aga Karahođov. Han var baserad i byn Tămrăsj. Efter hans död år 1855 ärvde hans son Ahmed aga makten.
Under rysk-turkiska kriget hamnade Tămrăsj i Östrumelien och hela byn blev helt förstörd eftersom människor från Tămrăsj hade deltagit i undertryckningen av aprilupproret år 1876. Men efter kriget hade Östrumeliska regeringen inte möjlighet att etablera institutioner i Tămrăsj-området och pomakerna från de pomakiska byarna i Östrumelien vägrade att betala skatt och att erkänna östrumeliska guvernörer. Samtidigt var de inte längre i Osmanska riket vilket ledde till grundandet av den så kallade republiken.
År 1878 bestod republiken av 13 byar och fyra mindre bosättningar. År 1880 anslöt sig fem till byar och en till mindre bosättning till republiken. Ahmed aga var de facto president och folket valde tre fullmäktige – Hasan aga från Trigrad, Hađi Mustafa Kölönk från Beden och Molla Eiyub från Mugla. Ett gendarmeri med 20 medlemmar grundades. Eftersom byn Tămrăsj förstördes helt 1878 var huvudstaden först i Trigrad, därefter i Nastan (idag en del av Devin), sedan i Michalkovo och sist i Tămrăsj när byn hade återuppbyggts.
År 1885 förenades Östrumelien och Furstendömet Bulgarien men Osmanska riket erkände föreningen bara efter att riket återfick Republiken Tămrăsj och regionen Kărdzjali år 1886. Efter föreningen med Osmanska riket blev byn Tămrăsj centralort i kommunen Rupjtos vilken omfattade alla orter i republiken samt orterna i Dospat-området. Under Balkankrigen år 1912 erövrades hela Rodopibergen av Bulgarien; byn Tămrăsj blev återigen helt förstörd och dess befolkning flyttade till Konya och grundade en ny by med samma namn som senare bytte namn till Gökhüyük.